# San Marco (titre cardinalice)
Pour les articles homonymes, voir San Marco.
San Marco est un titre cardinalice. Le titre iuxta Pallacinas est  établi par le pape Marc en 336, mais ne figure pas sur les listes du Ve et VIe siècles. Le titre de San Marco est introduit plus tard. Il est attaché à la basilique Saint-Marc. 
De 1962 à 2014, ce titre n'a été porté que par des patriarches ou anciens patriarches de Venise.
Parmi ses titulaires, on retrouve en particulier Carlo Rezzonico élu pape sous le nom de Clément XIII et Albino Luciani élu pape sous le nom de Jean-Paul Ier.

## Titulaires
- Epifanio (494-?)
- Stefano (590-?)
- Stefano (745-avant 761)
- Filippo (761-avant 797)
- Gregorio, O.S.B. (797-827), élu pape Grégoire IV
- Adriano (?) (844-avant 853)
- Adriano (842-867), élu pape Adrien II
- Pietro (avant 1012- avant 1033)
- Pietro (1033-avant 1049)
- Giovanni (1049-ca. 1058)
- Bonifazio (1058-avant 1062)
- Bonifazio (?) (1062-ca. 1088)
- Roberto (1086-1098), pseudo-cardinal de l'antipape Clément III
- Romano (1086-1118) (?), pseudo-cardinal des antipapes Clément III et Grégoire VIII
- Leone (1088-?)
- Bonifacio (1114-ca. 1129)
- Pietro (1130)
- Innocenzo Savelli (1130-ca. 1133)
- Guido di Castello (1133-1143), élu pape Célestin II
- Gilberto (1143-1149)
- Giovanni (1149-1151)
- Rolando Bandinelli, Can. Reg. Lateranense (1151-1159) (1)
- Antonio (1163-1167)
- Giovanni Conti (1167-1190) (2)
- Giovanni (1185-?)
- Guido (1191- avant 1198)
- vacant (1198-1127) (?)
- Goffredo Castiglioni (1227-1239)
- Guillaume de Bray (1262-1282)
- Pietro Peregrossi (1289-1295)
- vacant (1295-1338) (?)
- Bertrand de Déaulx (1338-1348)
- Francesco degli Atti (1356-1361)
- Jean de Blauzac (1361-1372)
- Giovanni Fieschi (1378-1384)
- Pierre Amielh de Brénac (ou de de Sarcenas), O.S.B. (1379-1389), pseudo-cardinal de l'antipape Clément VII
- Ludovico Donato, O.F.M. (1381-1386)
- Angelo Correr (1405-1406)
- Antonio Calvi (1409-1411)
- Guillaume Fillastre (1411-1428)
- Angelotto Fosco (1431-1444)
- Bartolomeo Vitelleschi (1444-1449), pseudo-cardinal de l'antipape Félix V
- Pietro Barbo (1451-1464)
- Marco Barbo (1467-1478); in commendam (1478-1490)
- Lorenzo Cibo de' Mari (1491-1501); in commendam (1501-1503)
- Domenico Grimani (1503-1508); in commendam (1508-1523)
- Marco Cornaro (1523-1524)
- Francesco Pisani (1527-1555); in commendam (1555-1564)
- Luigi Cornaro (1564-1568)
- Luigi Pisani (1568-1570)
- Luigi Cornaro (1570-1584)
- Giovanni Francesco Commendone (1584)
- Agostino Valier (1585-1605)
- Giovanni Delfino (1605-1621)
- Matteo Priuli (1621-1624)
- Pietro Valier (1624-1629)
- Federico Baldissera Bartolomeo Cornaro (1629-1646)
- Marcantonio Bragadin (1646-1658)
- Cristoforo Vidman (1658-1660)
- Pietro Vito Ottoboni (1660-1677), élu pape Alexandre VIII
- Gregorio Barbarigo (1677-1697)
- Marcantonio Barbarigo (1697-1706)
- Giambattista Rubini (1706-1707)
- Gianalberto Badoaro (1712-1714)
- Luigi Priuli (1714-1720)
- Pietro Priuli (1720-1728)
- Angelo Maria Quirini, O.S.B.Cas. (1728-1743); in commendam (1743-1755)
- Carlo Rezzonico sénior (1755-1758)
- Daniele Delfino (1758-1762)
- Antonio Marino Priuli (1762-1771)
- Carlo Rezzonico junior (1772-1773); in commendam (1773-1799)
- Ludovico Flangini Giovanelli (1800-1802)
- vacant (1802-1816)
- Luigi Ercolani, in commendam (1816-1817)
- vacant (1825-1829)
- Karl Kajetan Gaisruck (1829-1846)
- Charles Januarius Acton (1846-1847)
- Giacomo Piccolomini (1847-1861)
- Pietro de Silvestri (1861-1875)
- Domenico Bartolini (1876-1887)
- Michelangelo Celesia, O.S.B.Cas. (1887-1904)
- József Samassa (1905-1912)
- Franz Xavier Nagl (1912-1913)
- Friedrich Gustav Piffl (1914-1932)
- Elia Dalla Costa (1933-1961)
- Giovanni Urbani (1962-1969)
- Albino Luciani (1973-1978)
- Marco Cé (1979-2014)
- Angelo De Donatis (2018-)